# Kennicott (Alaska)
Kennicott, auch bekannt als Kennecott, ist eine Geisterstadt in Alaska, nördlich von Valdez im Wrangell-St.-Elias-Nationalpark. Kennicott war das Versorgungszentrum mehrerer Kupferbergwerke.

## Geschichte
Im August 1900 entdeckten die Prospektoren Jack Smith und Clarence Warner einen Kupfergang in der Nähe des späteren Stadtgebiets und gründeten die Bergbaugesellschaft Chitina Mining and Exploration Company. Eine Analyse des Erzes ergab einen Kupferanteil von 70 % sowie Spuren von Silber und Gold. Stephen Birch, ein junger Bergingenieur, kaufte den Prospektoren im Herbst 1900 die Abbaurechte für 275.000 US-Dollar ab. Das Erzvorkommen stellte sich als das zu dieser Zeit ergiebigste der Welt heraus.
1903 stiegen J. P. Morgan und die Familie Guggenheim als Investoren ein und gründeten die Kennecott Copper Corporation, diese beteiligte sich ab 1906 sukzessiv an der Bingham Canyon Mine in Utah. Das Unternehmen und die neu gegründete Stadt wurden nach dem Kennicott-Gletscher im angrenzenden Tal benannt. Da die Stadt im Englischen „Kennecott“ geschrieben wird, wird die Firma so geschrieben. Von Kennicott aus wurden die fünf Bergwerke Bonanza, Jumbo, Mother Lode, Erie und Glacier, von denen die vier erstgenannten durch Strecken verbunden waren, verwaltet.
1916 war mit einem Erlös von 32,4 Millionen US-$ das produktivste Jahr der Gruben. Ende der 1920er-Jahre sank die Förderung. Die Glacier-Grube war 1929 die erste, die geschlossen wurde. Es folgte Mother Lode im Juli 1938 und die drei verbliebenen im September desselben Jahres. Der letzte Zug der Copper River and Northwestern Railway verließ Kennicott nach 27 Jahren des Bergbaus am 10. November 1938. Während dieser Zeit waren 4,625 Millionen Tonnen durchschnittlich dreizehnprozentiges Kupfer mit einem Gesamtwert von etwa 200 Millionen US-$ abgebaut worden.
Von 1939 bis Anfang der 1950er wohnte eine dreiköpfige Familie in der Stadt, danach war Kennicott bis Ende der 1960er-Jahre verlassen. Versuche, den Erzabbau wieder aufzunehmen, scheiterten an den Kosten. Ein Abriss der Stadt wurde nur unvollständig durchgeführt, so dass noch heute ein Großteil der Gebäude vorhanden ist.
Kennicott wurde am 12. Juli 1978 als Historic District in das National Register of Historic Places aufgenommen. Seit den 1980er-Jahren entwickelte sich Kennicott zur touristischen Attraktion, die über die McCarthy Road vom nahe gelegenen McCarthy aus besucht werden kann. Die Stadt wurde am 23. Juni 1986 zur National Historic Landmark erklärt, und der National Park Service erwarb 1998 einen Teil des sich noch in Privatbesitz befindenden Stadtgebiets.